# Alert (Nunavut)
Alert er en bebyggelse i Canada og det nordligste fast beboede sted i verden. Alert ligger på Ellesmere Island med ca. 817 km til Nordpolen. Stedet har navn efter det britiske skib HMS Alert, der overvintrede nærved i 1875-1876.
Alle beboere på Alert er midlertidigt udstationerede og gør typisk tjeneste på stedet i tre til seks måneder. De betjener Canadian Forces Station Alert (CFS Alert), en vejrstation, et observatorium til overvågning af atmosfæren samt en lufthavn.
Hvert år flyver RCAF brændstof fra Thule Air Base til CFS Alert. Det foregår i de måneder, hvor der er midnatssol. Man flyver døgnet rundt under navnet Operation Boxtop.
Den 30. oktober 1991 styrtede et canadisk C-130 Hercules fly ned under landing ca. 16 km fra Alert, og 5 ud af 18 passagerer og besætningsmedlemmer døde.
Personale, fødevarer og andet ankommer ugentligt til CFS Alert fra Thule Air Base med en CC-17 Globemaster III. 
- Alert
- Alert
- Dr. Neil Trivett Global Atmosphere Watch Observatory
- SFC Alert
- Alert
- HMS Alert